# 埃倫維爾 (紐約州)
埃倫維爾（英語：Ellenville）是位於美國紐約州阿爾斯特縣的村。

## 人口
根據2020年美國人口普查的數據，埃倫維爾的面積為74.81平方千米，當中陸地面積為69.43平方千米，而水域面積為5.38平方千米。當地共有人口4167人，而人口密度為每平方千米56人。